# 대한민국 헌법 제120조
대한민국 헌법 제120조는 헌법 제9장의 조항이다. '천연자원의 수취·개발 또는 이용의 허가, 국토와 자원의 보호'에 관한 조항이며, 모두 2항으로 구성되어 있다.

## 본문
① 광물 기타 중요한 지하자원·수산자원·수력과 경제상 이용할 수 있는 자연력은 법률이 정하는 바에 의하여 일정한 기간 그 채취·개발 또는 이용을 특허할 수 있다.

② 국토와 자원은 국가의 보호를 받으며, 국가는 그 균형있는 개발과 이용을 위하여 필요한 계획을 수립한다.

## 같이 보기
- 대한민국 헌법 제9장